# منسفیلد (ایندیانا)
منسفیلد، ایندیانا (به انگلیسی: Mansfield, Indiana) یک محدوده ثبت‌نشده در ایالات متحده آمریکا است که در شهرستان پارک، ایندیانا واقع شده‌است.

## خصوصیات
منسفیلد   ۱۹۷ متر بالاتر از سطح دریا واقع شده‌است.